# Cherbezatina alluaudi
Cherbezatina alluaudi är en skalbaggsart som beskrevs av Dewailly 1950. Cherbezatina alluaudi ingår i släktet Cherbezatina och familjen Melolonthidae. Inga underarter finns listade i Catalogue of Life.